# Robert Dorfmann
Robert Dorfmann (Parigi, 3 marzo 1912 – Parigi, 11 agosto 1999) è stato un produttore cinematografico francese, attivo dagli anni cinquanta agli anni settanta.

## Biografia
Il padre era proprietario di una sala cinematografica nella città di Pau. Nel 1932 apre un cinema itinerante; al termine della seconda guerra mondiale diventa distributore.
Il figlio Jacques ha proseguito la sua attività.

## Filmografia
- Gli uomini sono nemici, regia di Ettore Giannini (1948)
- Giustizia è fatta (Justice est faite), regia di André Cayatte (1950)
- ...e mi lasciò senza indirizzo (Sans laisser d'adresse), regia di Jean-Paul Le Chanois (1951)
- Giochi proibiti (Jeux interdits), regia di René Clément (1952)
- Aria di Parigi (L'air de Paris), regia di Marcel Carné (1954)
- Grisbì (Touchez pas au grisbi), regia di Jacques Becker (1954)
- Gli anni che non ritornano (La Meilleure part), regia di Yves Allégret (1955)
- Peccatori in blue-jeans (Les tricheurs), regia di Marcel Carné (1958)
- Il castello in Svezia (Château en Suède), regia di Roger Vadim (1963)
- Colpo grosso ma non troppo (Le Corniaud), regia di Gérard Oury (1965)
- Tre uomini in fuga (La Grande vadrouille), regia di Gérard Oury (1966)
- Il grande silenzio, regia di Sergio Corbucci (1968)
- Mayerling, regia di Terence Young (1968)
- Nemici... per la pelle (Le Tatoué), regia di Denys de La Patellière (1968)
- L'albero di Natale (L'Arbre de Noël), regia di Terence Young (1969)
- I senza nome (Le cercle rouge), regia di Jean-Pierre Melville (1970)
- La confessione (L'Aveu), regia di Costa-Gavras (1970)
- Quando il sole scotta (Road to Salina), regia di Georges Lautner (1970)
- Sole rosso (Soleil rouge), regia di Terence Young (1971)
- Monsieur Hulot nel caos del traffico (Trafic), regia di Jacques Tati (1971)
- Unico indizio: una sciarpa gialla (La Maison sous les arbres), regia di René Clément (1971)
- Notte sulla città (Un flic), regia di Jean-Pierre Melville (1972)
- Papillon, regia di Franklin Schaffner (1973)

## Riconoscimenti
- David di Donatello
  - 1967: Targa d'oro

- Premio César
  - 1978: Premio César onorario